# Mount Lebanon (Pennsylvania)
Mount Lebanon  è una township degli Stati Uniti d'America, nella contea di Allegheny nello Stato della Pennsylvania. Secondo il censimento del 2000 la popolazione è di 33.017 abitanti.

## Società

### Evoluzione demografica
Gli abitanti sono in maggioranza bianchi (96,21%) con una minoranza asiatica (2,29%), dati del 2000.
| township di Mount Lebanon Popolazione |        |
| 2000                                  | 33.017 |
| Stima al 01-07-07                     | 30.590 |